# Chiesa dei Santi Giovanni Battista ed Evangelista (Vicalvi)
La chiesa dei Santi Giovanni Battista ed Evangelista è la parrocchiale di Vicalvi, in provincia di Frosinone e diocesi di Sora-Cassino-Aquino-Pontecorvo; fa parte della zona pastorale di Atina.

## Storia
La costruzione della parrocchiale dei Santi Giovanni Battista ed Evangelista avvenne nel Cinquecento: essa fu però travagliata, dato che all'inizio dei lavori l'opera fu fermata a causa delle proteste di un abitante del paese. Infatti, l'edificio avrebbe occupato anche lo spazio attraverso cui venivano scaricate le acque reflue dalla dimora del suddetto e la vertenza si protrasse per cinque anni, finché si giunse alla mediazione di un altro vicalvese, Marziale Cella, che concesse di far passare lo scolo dell'acqua attraverso un pertugio di sua proprietà.
Alla fine di quel secolo il vescovo di Sora Orazio Ciceroni eresse la chiesa a collegiata, con l'istituzione di un capitolo composto dal parroco e da due canonici.
Nel 1601 il capomastro Antonio Carpio fu incaricato di realizzare la sagrestia, l'edificazione della quale venne poi ultimata entro il 1603.
Il vescovo Antonio Correale, dando seguito alle richieste del clero locale, elevò il numero dei canonici da due a quattro, includendovi pure un diacono ed un suddiacono.
L'Ottocento fu però un secolo di decadenza per la chiesa, che non versava in buone condizioni; nel 1878 si arrivò alla soppressione del collegio di canonici.
La chiesa venne interessata da un intervento di restauro e di risanamento nei primi anni 2000 grazie al contributo dei parrocchiani e della regione.

## Descrizione

### Facciata
La facciata a salienti della chiesa, rivolta a sudest, presenta, nel corpo centrale, il portale d'ingresso timpanato, un oculo strombato oppilato e una finestrella quadrata; l'ala laterale destra è coronata da una voluta, mentre quella sinistra è nascosta dalla torre.
Annesso alla parrocchiale è il campanile a base quadrata, la cui cella presenta su ogni lato una monofora a tutto sesto.

### Interno
L'interno dell'edificio, in stile barocco, si compone di tre navate, separate da pilastri sorreggenti degli archi a tutto sesto e abbelliti da lesene con capitelli corinzie sorreggenti la trabeazione aggettante e modanata sopra la quale si impostano le volte di copertura; al termine dell'aula si sviluppa il presbiterio, rialzato di alcuni gradini, ospitante l'altare maggiore e chiuso dalla parete di fondo piatta. 